# Before We Go (film, 2014)
Pour les articles homonymes, voir Before We Go.
Pour plus de détails, voir Fiche technique et Distribution.
Before We Go  est un documentaire dramatique belge réalisé par Jorge León .

## Synopsis
Des personnes en fin de vie à l’opéra de La Monnaie.

## Fiche technique
- Titre : Before We Go
- Réalisation : Jorge León
- Écriture : Jorge Léon, Anne Paschetta, Isabelle Dumont
- Musique : Liesbeth Devos, Walter Hus, George van Dam, Alexander Verster
- Scénographie et costumes : Ann Weckx, Natacha Belova, Silvia Hasenclever
- Producteur : Dérives - Julie Freres
- Distribution : Films de Force Majeure
- Pays d’origine :  Belgique
- Genre : documentaire, Drame
- Dates de sortie :
  - Belgique : 19 septembre 2014
  - France : 2015

## Distribution
- Simone Aughterlony
- Walter Hus
- Benoît Lachambre
- Noël Minéo
- Lidia Schoue
- Meg Stuart
- George van Dam
- Michel Vassart
- Alexander Verster
- Thomas Wodianka

## Récompenses
- Étoiles de la SCAM 2015
- Prix du meilleur documentaire SACD/SCAM 2014
- Prix du GNCR (FIDMarseille 2014)
- Prix Renaud Victor (FIDMarseille 2014)
- Prix du Film sur l’Art 2014 (ISELP, Bruxelles)
- Prix FIPRESCI (IndieLisboa 2015)